# Tianzhenosaurus
Tianzhenosaurus (“lagarto de Tian Zhen”) es un género extinto con dos especies conocidas de dinosaurios tireóforos anquilosáuridos, que vivieron a finales del período Cretácico, hace aproximadamente entre 83 y 71 millones de años, durante el Campaniense, en lo que es hoy Asia. Sus fósiles son conocidos de la Formación Huiquanpu del Cretácico Superior de la provincia de Shanxi , China. El género contiene dos especies, Tianzhenosaurus youngi, la especie tipo y Tianzhenosaurus chengi. Algunos investigadores han sugerido que Tianzhenosaurus puede representar un sinónimo menor de Saichania , un anquilosaurio de las formaciones Barun Goyot y Nemegt.